# Wojciech Zubowski
Wojciech Michał Zubowski (ur. 12 listopada 1979 we Wrocławiu) – polski polityk i samorządowiec, poseł na Sejm VII, VIII, IX i X kadencji.

## Życiorys
Syn Jana Zubowskiego. Ukończył II Liceum Ogólnokształcące w Głogowie, następnie w 2006 studia prawnicze na Wydziale Prawa i Administracji Uniwersytetu Wrocławskiego. Kształcił się też na studiach typu MBA w Wyższej Szkole Menedżerskiej w Warszawie oraz na studiach podyplomowych „Akademia Energetyki” w Szkole Głównej Handlowej. Prowadził własną działalność gospodarczą, następnie został zatrudniony w jednej ze spółek prawa handlowego z Grupy Kapitałowej KGHM Polska Miedź.
W wyborach samorządowych w 2006 i w 2010 z listy Prawa i Sprawiedliwości był wybierany do rady powiatu głogowskiego. W 2011 wystartował w wyborach parlamentarnych (również jako przedstawiciel PiS). Uzyskał mandat poselski, otrzymując 6800 głosów w okręgu legnickim. W 2015 z powodzeniem ubiegał się o reelekcję (dostał 10 802 głosy). W wyborach parlamentarnych w 2019 zdobył 12 868 głosów, ponownie uzyskując mandat poselski. W 2021 powołany przez premiera Mateusza Morawieckiego w skład Rady Doradców Politycznych. W 2023 został wybrany do Sejmu X kadencji z wynikiem 8527 głosów. W 2024 bez powodzenia ubiegał się o urząd prezydenta Głogowa.